# فورت مکدرمیت (نوادا)
فورت مکدرمیت (به انگلیسی: Fort McDermitt) یک منطقهٔ مسکونی در ایالات متحده آمریکا است که در نوادا واقع شده‌است. فورت مکدرمیت ۴۶٫۴ کیلومتر مربع مساحت و ۳۴۱ نفر جمعیت دارد و ۱٬۳۴۸٫۱۵ متر بالاتر از سطح دریا واقع شده‌است.